# 地下漫画
地下漫画，通常由小出版社或者作者本人付印，题材大多与讽刺社会相关。与主流漫画符合漫画准则管理局的要求不同，地下漫画并不避讳药物滥用、性、暴力等被漫画准则管理局明文禁止的内容。地下漫画在1968-1975年间的美国和1973-1974年间的英国达到其流行巅峰。
罗伯特·克拉姆、吉尔伯特·谢尔顿，与许多其他漫画家一道创作了不少流行于嬉皮界的地下漫画刊物。朋克界也有它自己的漫画家，例如加里·潘特。地下漫画在创作的黄金期过了许久之后，借助受反文化运动影响的电影、电视节目以及主流漫画的影响力，名声才得到确认。但它们的传奇主要集中在另类漫画领域。

## 历史

### 美国

#### 早期历史（1967-1972）
1920 年代末至 1940 年代末，匿名漫画家会不经授权地利用流行的连环画中的角色绘制色情漫画。这些漫画又称作提华纳圣经，被普遍认为是地下漫画的前身。早期的地下漫画在 1960 年代早期和中期零星出现，直到 1967 年后才大面积问世。第一本地下漫画是艺术家个人为其朋友们创作的，在首印于地下报纸（随反文化运动出现的独立印刷和发行的报纸）的连环画的复印品上作为附赠的内容出现。
1960年代的美国地下漫画，题材集中在反文化运动领域：使用药物追求感官享受、政治、摇滚乐和性的自由。专用名词“comix”被用来统称这些漫画，以和主流出版物区别开。字母 “X” 强调出这些漫画的18禁限制级内容。许多地下漫画所描绘的场景都与漫画准则管理局加在主流出版社上的严格约束针锋相对，被禁止的暴力、性、药物滥用、禁忌的社会话题等在地下漫画里是司空见惯的内容。1968 至 1975 年间，地下漫画在美国获得巨大成功。起先通过各地的Head shops发行。封面绘的设计往往专门面向滥用药物的人群，模仿那些受LSD激发而创作的海报，以增加销量。克拉姆说地下漫画的魅力是它不受审查控制：“让人们忘记审查是地下漫画的核心。这也是我们创作地下漫画的原因。我们不允许任何人站在高处指指点点 ‘不，你不能画这个’ 或者 ‘你不能展示那个’。我们可以做任何我们想做的事。”
对美国地下漫画产生深远影响的作品包括EC漫画以及一些漫画杂志，尤其是由哈维·库兹曼担任编辑的杂志，例如《Mad》。库兹曼的《Help!》杂志培养了一批后来在地下漫画界大放异彩的漫画家，包括克拉姆和谢尔顿。 其他一些地下漫画界名人早期在大学出版物上发表作品。
最早的地下漫画或许是1964年在德克萨斯州发行，由杰克·杰克逊创作的《God Nose》。也有指南列出同年发行的另两部作品《Das Kampft》和《Robert Ronnie Branaman》，并提及同年《Wonder Wart-Hog》在《Bacchanal》1-2期中首次连载。1964年，弗兰克·斯塔克用笔名Foolbert Sturgeon发表了他的漫画作品集《The Adventure of Jesus》，也被认为是第一部地下漫画。Joel Beck亦在当时开始向地下报纸提供每周一页的漫画稿《Berkeley Barb》，并于 1965 年发表了他的长篇漫画《Lenny of Laredo》。
1968年，克拉姆在加利福尼亚州的洛杉矶自费发表了他的第一部个人作品《Zap comix》。这个系列收获了不错的商业反响，从第三期起改由Print Mint出版。《Zap》开始收录其他漫画家的作品，克拉姆则继续推出一系列个人刊物，包括《Despair》《Uneeda》（此两部的出版社：Print Mint，首期出版时间：1969年）《Big Ass Comics》《R.Crumb’s Comics and Stories》《Motor City Comics》（此三部的出版社：Rip Off Press，首期出版时间：1969年）《Home Grown Funnies》（Kitchen Sink Press，1971）和《Hytone Comix》（Apex Novelties，1971），此外他还创办了两个色情漫画系列《Jiz》和《Snatch》（Apex Novelties，1969）。
1960年代末，地下漫画运动终于通过参加美国一家大博物馆（科科伦艺术馆）的一场展览会获得了知名度。这场展览名为“The Phonus Balonus Show”（展览时间为1969年5月20日–6月15日），是Bhob Steward应著名的博物馆馆长沃尔特·霍普斯之邀组织的，展出了克拉姆、谢尔顿、沃恩·博德、金·戴奇、杰伊·林奇等人的作品。
克拉姆最出名的地下漫画作品包括《Whiteman》《Angelfood Mcspade》《Fritz the Cat》和《Mr. Natural》。他把自己画进漫画中，漫画中的他就是现实里的样子——一个自我厌恶、有性爱强迫症的知识分子。尽管克拉姆的作品常因其对现实的批判而受到称赞，他同时因作品里的厌女情节受到指责。特里娜·罗宾斯评论说：“我不理解为何人们竟能够如此忽略克拉姆作品中令人厌恶的黑暗面……强奸和谋杀有什么好笑的？真是见鬼了。”由于克拉姆的流行，很多地下漫画家试图模仿他的工作。《Zap》在成为这个行业最畅销的选集时，其他选集也出现了：《Bijou Funnies》，风格深受《Mad》影响，由杰伊·林奇担任编辑在芝加哥发行；旧金山发行的选集《Young Lust》（Company & Sons，1970），主要由比尔·格里菲思和阿特·施皮格尔曼两位漫画家担当，以讽刺1950年代浪漫剧为内容；还有《Bizarre Sex》（Kitchen Sink，1972），受科幻漫画的影响，并收录了丹尼斯·基钦以及地下漫画家里极少数的非裔美国人之一理查德·格林的画作。
同时代其他重要的地下漫画家包括Deitch，里克·格里芬、乔治·梅茨格、维克多·莫斯科索、克莱·威尔逊和曼努埃尔·罗德里格斯（又名斯佩恩·罗德里格斯）。斯基普·威廉森创作的角色Snappy Sammy Smoot出现在多个刊物中。吉尔伯特·谢尔顿因为讽刺超级英雄的作品《Wonder Wart-Hog》（Millar，1967）《Feds ‘n’ Heds》（1968年自费出版）和以在试图获得毒品和躲避警察中浪费时间的怪诞三人组为主角的The Fabulous Furry Freak Brothers（Rip Off Press，1971）而成名。威尔逊的作品充斥着极端的暴力和丑陋的性爱，他为《Zap》供稿，另外发表了 《Bent》（Print Mint 1971 年出版）《Pork》（Co-Op Press，1974）和《The Checkered Demon》（Last Gasp，1977）。斯佩恩在地下漫画界打出片天地之前为地下报纸《East Village Other》工作，他的代表作包括《Trashman》《Zodiac Mindwarp》（East Village Other，1967）和 《Subvert》（Rip Off Press，1970）。
恐怖漫画变得流行起来，刊物包括《Skull》（Rip Off Press，1970）《Bogeyman》（San Francisco Comic Book Company，1969）《Fantagor》（Richard Corben，1970）《Insect Fear》（Print Mint，1970）《Up From the Deep》（Rip Off Press，1971）《Death Rattle》（Kitchen Sink，1972）《Gory Stories》（Shroud，1972）《Deviant Slice》（Print Mint，1972）和《Two Fisted Zombies》（Last Gasp，1973）。它们当中的许多都受到1950年代EC漫画中《Tales from the Crypt》这类作品的极大影响。
在男性漫画家主导的地下漫画领域，许多作品会公然地贬低女性，但女性漫画家也逐渐崭露头角。梅琳达·格比、琳达·巴里、Aline Kominsky和Shary Flenniken支撑起了选集《Wimmen’s Comix》（Last Gasp，1972）《Tits & Clits Comix》（Nanny Goat Det kommer stadig nye spilleautomat lanseringer og vi holder oss oppdatert. Productions，1972）和《It Ain't Me, Babe》（Last Gasp，1970）。

#### 认可与叛逆（1972-1982）
旧金山一直是地下漫画运动的震中；1960 年代中期至末期克拉姆和其他地下漫画家住在旧金山的嬉皮区。1972-1973年间，旧金山的教会区是“地下总部”：当时居住于此并在该区域活动的人有Gary Arlington、Roger Brand、Kim Deitch、Don Donahue（Apex Novelities）、Shary Flenniken、Justin Green、Bill Griffith & Diane Noomin、Rogy Hayes、Jay Kinney、Bobby London、Ted Richards、Trina Robbins、Joe Schenkman 和 Art Spiegelman。
1970 年代，以Ralph Bakshi根据克拉姆的漫画《Fritz the cat》改编的同名电影为起始，地下漫画的影响逐渐在电影和电视领域显现，《Fritz the Cat》也成为第一个被美国电影协会定为X级的动画。在此之后受地下漫画启发诞生的成人向动画电影还包括《The Nine Lives of Fritz the Cat》和《Down and Dirty Duck》。地下漫画的影响同样表现在电影《The Lord of the Rings》（1978）和《Fobidden Zone》（1980）中。非常流行的电视节目《Monty Python’s Flying Cricus》中有许多来自节目创始人之一Terry Gilliam制作的动画，同样被认为深受地下漫画界的影响。
主流出版商，例如《花花公子》和《National Lampoom》也开始刊登类似于地下漫画的漫画和绘画。地下漫画运动促使传统漫画家们尝试在另类漫画领域创作。Wally Wood在1966年发表了《Witzend》，随后不久这个系列就转交给了艺术编辑Bill Pearson。1969年，Wood又创作了面向军事基地里大兵们的《Heros, Inc. Presents Cannon》。Steve Ditko在他的作品《Mr.A》和《Avenging World》（1973）中大力声张了Ayn Rand的哲学思想。Flo Steinberg，斯坦·李在漫威的前任秘书，出版了《Big Apple Comix》，主要出版她在漫威结识的艺术家的作品。
对地下漫画界的批评认为这些出版物没有社会责任感，美化暴力、性和药物滥用。1973年，美国最高法院规定允许各州各级政府比照猥亵的定义制定各自的第一宪法修正案标准。1970年代中期，销售毒品相关物在多地被认定为非法，地下漫画和地下报纸主要的销售网络head shop因此消失，邮寄订阅成为地下漫画刊物唯一的销售渠道。当美国地下漫画开始衰落的时候，英国的地下漫画正处于1973-1974年间的兴旺期，但很快便遭到和美国地下漫画面临过的一样的指责。
1974年，漫威开了一个新刊《Comix Book》，为适应新的出售要求，它只收录露骨程度大大减弱的作品。一些地下漫画家同意并向它投稿，包括Art Spiegelman，Trina Robbins和S. Clay Wilson。但是 《Comix Book》卖得不好，只撑了5期。1976年，漫威的《Howard the Duck》终于获得成功，它是专门面向成人观众的讽刺漫画，受到地下漫画的启发。尽管它当中没有地下漫画常包含的露骨内容，但是比 漫威过去出版过的所有作品都更具社会影射性。
到了这个时候，一些艺术家，包括Spiegelman，认为地下漫画界已经失去早期的创作力。Speigelman曾这么说：“风风火火的运动已经退化成一种生活方式。地下漫画成了只和性、吸毒者、廉价的high相关的陈词滥调。当事情变得越来越难看时，它和水烟、爱念珠（都是嬉皮士的标志品）一起被塞到壁柜里去了。”1976 年，以Harvey Pekar自费出版（从1993年的17期起由Dark Horse出版）的漫画《American Splendor》为开端，自传体漫画变得流行起来，Harvey的这本书包含不同艺术家为之创作的特色插图，R.Crumb是供图的艺术家之一。
1970 年末，漫威和DC同意在不退货的基础上以很高的折扣将漫画卖给零售商；这一做法及其后的优惠协议帮助了地下出版商。这期间，以女性主义和同性恋解放为主题的地下漫画开始出现，同样崭露头角的还有和环境运动相关的漫画。英国的地下漫画家也创作了一些政治漫画，但不如美国的同类漫画卖得好。
受地下漫画界影响，但没有办法被知名的地下漫画出版社相中的漫画家开始自费出版一些小刊物，即迷你漫画。朋克亚文化开始影响到地下漫画圈。

#### 1982年至今
1982年，由于专卖店的出现，地下漫画的发行方式出现改变。
作为对主流漫画试图吸引成年观众的回应，另类漫画出现了，涉及的许多主题和地下漫画相同，不乏实验性的作品。过去地下漫画界的艺术家们逐渐加入到另类漫画领域，包括Barry、Crumb、Deitch、Griffith和Justin Green。1980年代，漫画中的性爱场景非常普遍，漫画家们将其融入到故事线里，与地下漫画为了冲击价值观而露骨的描绘性爱场景还是很不一样的。这类作品的第一部代表作是《Omaha the Cat Dancer》，它头一次出现是在地下漫画《Bizarre Sex》的某一期中。受《Fritz the Cat》启发，《Omaha the Cat Dancer》的主角是一位拟人化的跳脱衣舞的猫。其他几部描写性的漫画包括基于Sylvie Rancourt的生活故事写成的《Melody》，和与《Archie Comics》艺术风格相近的《Cherry Poptart》。
1985年，Griffiths通过出版辛迪加（联合投稿）发表了每天一期的连环画《Zipper the Pinhead》。加入联合投稿前，它最早出现在某个地下漫画刊物上。1980年到1981年期间Spiegelman在《Raw》上连载了图画小说《鼠族》，并于1986年和1991年集结为上下卷单独出版。紧接着，1992年它在现代艺术博物馆中展出并为Spiegelman赢得了一个普利策奖。这部漫画是从刊载于地下漫画上的仅有3页的小故事《Funny Aminals》（Apex Novelties, 1972）扩展开来的。
另类漫画界的漫画家Peter Bagge深受地下漫画的影响，他与Crumb彼此都很欣赏，他在1980年代为Crumb的《Weirdo》担任编辑，或可认为是第二代地下漫画型漫画家的一员，这一群体中知名的还有Mike Diana、Johnny Ryan、Bob Fingerman、David Heatley、Danny Hellman、Julie Doucet、Jim Woodering、Ivan Brunetti、Gary Leib、Doug Allen和Ed Piskor。这些艺术家的许多作品都由Fantagraphic Books出版，这家出版社1977年创建，经由1980-90年代的发展成为另类漫画和地下漫画的主要出版商之一。
到了 2010 年代，与现代地下漫画一道被销售的还有再版的早期地下漫画。

### 英国

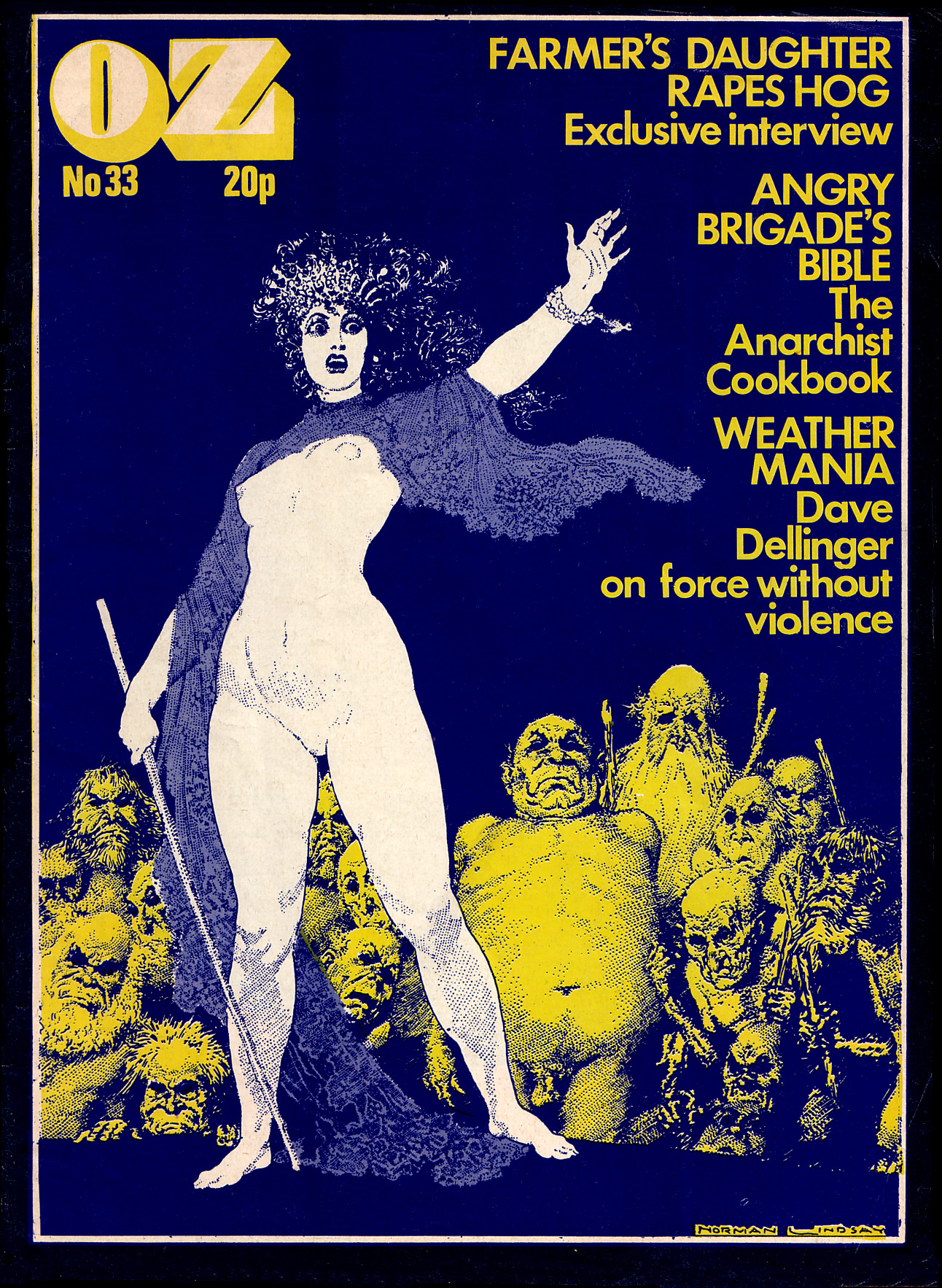
OZ London, No.33, February 1971; art by Norman Lindsay

在伦敦，英国漫画家们通过《International Times》（IT）和《Oz》上翻印的美国作品接触到地下漫画。在一次到伦敦的旅行中，Larry Hama创作了《IT》上的首例原创漫画。英国自己的第一份地下漫画是《Cyclops》，由《IT》的员工发起。为缓解财政危机，《IT》在一次竞拍中出售了《Nasty Tales》杂志（被Bloom Publication购买，并逐渐增加英国本土作品在杂志中的分量），而杂志很快因为散发淫秽内容的罪名被起诉（起因是一位八岁的男童在书报亭买了一本《Nasty Tales #1》，男童的母亲发现后愤怒地将书撕碎，并将它交给警察）。尽管起诉由中央刑事法院的法官Alan King-Hamilton（他的职业生涯中受理过多起知名度很高的与出版物相关的起诉，除了本例发生于1973年引起公众轰动的起诉外，还有1977年成为流行社会话题的对《Gay news》和其编辑Denis Lemon的起诉）受理，出版商最后被宣布无罪（虽然如此，高额的辩护费仍旧拖垮了Bloom Publication）。《Oz》也经历了一场备受关注的猥亵审判案，之后于1972年发行了自己的地下漫画《cOZmic Comics》，内含崭新的英国地下漫画和旧的美国作品。
1973年《Oz》倒闭，《cOZmic》由新兴的媒体大亨Felix Dennis和他的公司H. Bunch Associates继续发行，直至1975年。英国本土的地下漫画家包括Chris Welch、Edward Barker、Michael J. Weller、Malcolm Livingstone、William Rankin（又名Wyndham Raine）、Dave Gibbons、Joe Petagno、Bryan Talbot，和由Martin Sudden、Jay Jeff Jones、Brian Bolland组成的三人组。
英国的地下漫画被出版商不断翻印是件常见的事，因为漫画家对作品没有所有权（英国和美国的地下漫画出版体系有所不同）。原因在于这些漫画最初刊登在《Underground Press Syndicate》（UPS，地下出版辛迪加）所拥有的刊物上，任何《UPS》的成员都可以免费翻印。一些地下漫画出版商滥用此机制，他们的杂志中相当多的篇幅甚至是全部的内容都是那些从他们这里未获一点酬劳的漫画家创作的，可他们因此赚得盆满钵盈。英国最后的有影响力的地下漫画系列是《Brainstorm Comix》（1975），里面全部是英国本土漫画。

## 档案
《King Features Syndicate》的编辑Jay Kennedy去世后，他个人的地下漫画收藏由俄亥俄的Billy Ireland Caroon Library & Museum获得。
加州大学伯克利分校的班克罗夫特图书馆拥有大量地下漫画收藏，尤其是由湾区的出版社发型的那些；这些收藏的主要经费来自于Gary Arlington在旧金山的漫画书店。收藏也包括了纽约，洛杉矶和其他地方出版的地下漫画。

## 脚注
1. ↑  在美国，小出版社的标准为年销售量小于5000万美元
2. ↑  即提供和主流的超级英雄漫画不同的选择
3. ↑  出售大麻和其他镇痛类药、迷幻剂的零售商
4. ↑  即猥亵内容不再受到第一宪法修正案的普遍保护